# 惡の華
『惡の華』（あくのはな）は、押見修造による日本の漫画作品。『別冊少年マガジン』（講談社）2009年10月号（創刊号）から2014年6月号まで連載された。2013年にはテレビアニメも放送された。2019年9月には実写映画が公開。

## 概要
「絶望」をテーマに、思春期特有の精神的彷徨と自我の行方を描いた青春漫画。作品名はシャルル・ボードレールの同名詩集による。連載依頼のきっかけは、押見が2004年に執筆した作品『スイートプールサイド』による。
物語の舞台となる地方都市の情景や登場人物には、作者の故郷である群馬県桐生市と学生時代をモデルにした要素が多く反映されている（自伝ではないが、実写映画の紹介では、Huluなど自伝的漫画と紹介しているものもある）。高校編の街のモデルは埼玉県さいたま市大宮区である。
出張読み切りとして『週刊少年マガジン』2010年42号に特別番外編が掲載され、単行本第3巻に収録されている。また、関連作品に高本ヨネコ作のコラボレーション漫画「ラブの華トラブル」が存在する（詳細は該当項目を参照）。
『このマンガがすごい! 2011』（宝島社）のオトコ編で第10位にランクインした。2019年10月時点で累計発行部数は300万部を記録している。

## あらすじ
第1巻から第6巻までは中学編、第7巻34話からは高校編。

### 中学編
クラスの美少女・佐伯奈々子に密かに想いを寄せる春日高男。ある日の放課後、出来心により彼女の体操着を盗んでしまうが、その様子は嫌われ者の女子・仲村佐和に目撃されていた。窮地に陥り、仲村からの無茶な要求に翻弄される中、意外なきっかけから佐伯と付き合うことになり、春日は恋心と背徳の自己矛盾に苛まれる。そんな彼に呼応するかの如く、佐伯も内に秘めた意思を徐々に示すようになる。
現実社会の閉塞感に自己認識を見出せず、遣る瀬無い自我を抱える3人の中学生のアイデンティティは互いに交錯し、儚い逸脱へと舵を切っていく。

### 高校編
中学校編から3年後、春日高男は埼玉県で高校生活を送っていた。ある騒動以降、仲村と離れ離れになりながらも春日は彼女への思いを捨て切れず、そして抜け殻のように毎日を過ごしていた。そんな春日はあるきっかけから男子の憧れの的である常磐文と交流を深め、常磐の中に仲村の影を感じていく。

## 登場人物
声はアニメ版の声優。演（舞）は舞台版の俳優。演（映）は映画版の俳優。

### 主人公と取り巻く少女達
春日 高男（かすが たかお）
声 - 植田慎一郎 / 演（舞） - 清水尚弥 / 演（映） - 伊藤健太郎
本作の主人公。地味で中性的な容姿が特徴。ひかり市立南中学校2年1組→埼玉県立みぎわ高等学校2年B組の生徒。中一の頃から佐伯に片思いをしている。趣味は読書、中でもボードレールの『悪の華』がお気に入り。成績は芳しくなく、自身の内面と現実社会との隔たりに鬱屈を深めている。自意識過剰な性格に加え、内向的かつ潔癖症気味で、対人関係にも壁を作りがちな傾向にある。クラスメイトからの評判はあまり良くない。しかし、後述の理由により、女性との性経験は中学二年時に初体験をしている。
偶発的に佐伯の体操着を盗んでしまったところを仲村に目撃され、彼女の下僕と化す。激しい自己嫌悪の中、同時に自分の本質の空虚さや佐伯に憧れる自己矛盾も感じるようになり、迷走の深みへと嵌っていくと同時に、仲村に対する好意が芽生える。しかし、それを仲村から春日を奪い返そうとする佐伯に見抜かれてしまう。佐伯に秘密基地で待ち伏せされ強引に性行為させられたものの、仲村に対する想いが甦り佐伯を拒絶した。その数日後、夏祭りの現地で仲村と心中を企てたものの失敗した。
幻想と苦悶の中で揺れ動く彼の自我の挫折と構築が、物語のテーマとなる。
高校編では、仲村との心中に失敗し、彼女と離ればなれとなり、追われるように大宮に引っ越す。彼女の影を追いながら抜け殻のように過ごす。自分の存在に対して否定的でより内向的となり、独特の自意識過剰は影をひそめるようになる。引っ越しの際に所有していた本を捨ててしまい、それ以来本を読まなくなるが、小説家志望の常磐文と古本屋で逢ってから再び読書好きとなる。常磐と交際を始めて以降は内向的な一面が薄れ、穏やかながら活動的な性格へ変貌していく。クラスメイトとも打ち解け、家族との関係も徐々に軟化しつつある。祖父の死と葬儀のため一時帰郷した際に木下と対面し、彼女から仲村が引っ越していたことと彼女の居場所を告げられた。
家庭環境
一般的な中流家庭で、一戸建ての家に住む。家族構成はやや神経質な母親と、大らかで読書好きの父親がいる。両親に対して反抗的な態度を見せることは少ないが、自らの内面を見せるほどには至っていない関係。高校編では埼玉県の公団住宅に引っ越しており、蔵書は全て処分したため自室は殺風景になっている。

仲村 佐和（なかむら さわ）
声 - 伊瀬茉莉也 / 演（舞） - 花奈澪 / 演（映） - 玉城ティナ
本作のヒロイン。春日の真後ろの席に座っている、茶髪でボブカットの眼鏡女子。春日と2人きりになった時には感情表現豊かで眼鏡を外すことが多いが、普段は無表情かつ冷淡。目上に対しても非常に毒舌家かつ非社交的な性格で、周囲との軋轢が絶えないが、一切恭順せずに社会規範や常識に唾棄する態度を貫く。自身の弱い面を全く見せず、教師も怯ませるほどの図太い威圧感を放ち、誰に対しても協調せずしばしば暴言を吐く。反抗期を超えた、理解不能の問題児として疎まれている。
偶然に春日の秘密を知った後は、一方的に脅して服従を強いる。要求は主に佐伯に絡んだことが多いが、春日の交友環境を壊すことを目的とせず、春日自身の性欲や背徳的な欲求を全てさらけ出して自覚させることで、建前と倦怠に満ちた日常を壊そうと画策する。自称「変態」。
作者曰く春日は自分の一部であり、仲村の外見は仲村みう、性格は自分の妻であり、「クソムシ」という言葉は妻からのメールにあった言葉である。
高校編では、春日との心中に失敗し、追われるように千葉県で定食屋を営む母親と同居。家業を手伝いつつ日々を送る娘の現状を母親は「とても落ち着いている」と述べており、物腰は以前に比べると穏やかになっている。また、眼鏡を外し髪型は黒髪のセミロングと容姿も大きく変わっている。
家庭環境
一般的な中流家庭で、やや古びた一戸建ての家に住む。家族構成は温厚な性格の父親と祖母がいる。5歳の時に離婚しており、母親は同居していない。父親は自分なりに娘を気にかけてはいるが、心情を量りかねている様子で、半ばあきらめ気味。家族交流もほとんどなく、自室も殺風景。
佐伯 奈々子（さえき ななこ）
声 - 日笠陽子 / 演（舞） - 秋月成美 / 演（映） - 秋田汐梨
本作のヒロインのうちの1人。ひかり市立南中学校2年1組→栃木県宇都宮市に住む高校2年生。黒髪のロングヘアーをしたお嬢様風の美少女かつおしとやかな雰囲気で、「スタイルもよい」と男子からの人気は高い。成績も優秀で周囲からはしっかりした優等生のイメージを持たれているが、それ故に悩み事を多く抱えている。内面では周囲の期待に迎合している自分の在り方に漠然とした虚しさを感じており、自己不一致の悩みを抱えているが、同時に性格は真面目かつ保守的で、常識や社交性も十分に持っている。しかし、後術の理由により男性との性経験は中学二年生時に初体験をして処女を失っている。
春日の言動に自我の導きを見出し、告白を受け入れて交際を始めるが、春日が仲村との間に抱えこんでいる煩悶を薄々察していくにつれ、距離感に不安を募らせていく。自分と仲村との間で揺れて意思が破綻していく春日の優柔不断さに失望して一度は別れたが、後に非常識な行動に傾倒して仲村の心を満たそうとする春日の情熱と、二人だけの退廃的な充足を築いている関係を知るにつれ、模範の裏側に抑制し続けていた渇望と、仲村への嫉妬を露わにしていく。そして、春日を手篭めにしようとして秘密基地で待ち伏せし、自ら進んで服を脱いで性行為に誘い春日の性器を握り自身の膣に当てがって強引に春日と結合することは出来たもののすぐに彼から拒絶され、激憤した彼女は春日と仲村の秘密基地に放火する。その際に春日に処女をあげたことを破瓜の血を足首に伝わせながら仲村に告白して心理的に優位に立とうとするも逆に憐れまれる。その後、髪をバッサリ切りショートヘアになって春日宅を訪問。自ら春日の部屋のベッドに横たわり、再度春日を性行為に誘ったが春日は受け入れてはくれなかった。
翌日、放火事件に関して警察に自首、鑑別所に1ヶ月くらい収容されていたと後に本人が語っているが逮捕はされなかった様子。
宇都宮に引っ越し、同地で高校に進学した。彼氏も出来たが当時のクラスメイトの誰にも引っ越し先を伝えていなかった（高校編）。春日と性行為はしたものの、膣内射精されなかった為、妊娠はしなかった。
家庭環境
裕福な家庭に育ち、瀟洒な邸宅に住む。両親とも上品かつ穏やかな性格で、家庭における奈々子や両親の振る舞いから、上流階級的な家風が散見される。
常磐 文（ときわ あや）
演（映） - 飯豊まりえ
高校編のヒロイン。茶髪のボブカットで外見はどことなく仲村に似ており、春日が関心を抱くきっかけになった。みぎわ高等学校の2年生で、春日とは別のクラス。高身長でスタイルのよい美人で男子に人気がある。アルバイト先の他校の先輩・晃司と付き合っているが、上辺しか見ようとしない態度に苛立ちが募り、春日の告白を期に破局を迎える。直後に春日と交際、春日の友人たちとも打ち解けるようになる。
実は文学好きで、小説家志望だが、学校ではいつも友人に囲まれており、快活さばかりが目立つ。春日と知り合う以前は趣味を共有できる者はいなかった。島田荘司や筒井康隆のファン。自身もノートに小説のプロットを書いており、春日に激賞されている。

### その他の人物
山田 正和（やまだ まさかず）
声 - 松崎克俊
春日の友人。下の名前はアニメで付けられた。女子に対して、スケベなことを考えている。普段は明るいが、春日が避けられるようになった折には手の平を返して素っ気なく振る舞ったり、兄からDVDを借りて喜んだりする。春日のクラスの女子・まゆの給食費が無くなった際に仲村が盗んだのではないかと最初に言い出す。
小島 建（こじま けん）
声 - 浜添伸也
春日の友人。下の名前は原作では登場しない。太めな山田とは対照的に痩せ型である。眉が濃い。春日は嫌がっているが、しばしば佐伯に関する性的な話題を口にしている。春日と佐伯がデートしているのを目撃し、その話をクラスに広める。これがきっかけとなり佐伯は春日と付き合っていることを公表する。
蛭田 亮介（ひるた りょうすけ）
春日の友人。アニメオリジナルキャラクター。眼鏡を掛けている。元々は1巻のあとがきで作者が山田と書くところを「蛭田にはモデルがいます」と誤って記載し、それをアニメスタッフが勘違いして足したキャラである。後に勘違いに気付いたアニメスタッフは削除しようとしたが、本人はどんな風に言ったか覚えていないが作者が「いや、蛭田いていいじゃないですか、面白いですよ」と発言したことにより残留した。
木下 亜衣（きのした あい）
声 - 上村彩子
佐伯の親友。ひかり市立南中学校2年1組→群馬県ひかり市に住む高校2年生。気が強くややキツイ性格で、仲村を嫌い春日を軽蔑している。女子のリーダー的存在で自ら率先して場を仕切るが、潔癖な分度量は広くないため、感情が表に出やすく取り乱しやすい面もある。佐伯と春日が交際を始めたことをきっかけに、その関係に疑問を抱くようになる。春日と仲村の放火未遂事件のあと、佐伯とは絶交状態となる。
高校編では、春日の祖父の通夜に出席し、一時帰郷していた春日と再会する。急に引っ越した佐伯のことをひどいと言っていたが、佐伯の近況と彼女が「ふつうに幸せ」と言っていたことを伝えると涙を流す。佐伯を引き止められず、春日と仲村を追い出したことを後悔しており、自分のやったことが本当に正しかったのか分からないでいる。自分は置いてけぼりで町に閉じ込められていると喩える。
仲村の引っ越し先を知っており、春日に仲村の居場所を書いた紙を渡した。
藤原 晃司（ふじわら こうじ）
常磐の彼氏、常磐とバイト先が一緒で北高の3年生。春日のことを浮気相手かと疑っていたが、そうではないと理解する。春日の挙動が変であったことから自分たちの溜まり場に連れて行く（彼らの溜まり場は後に春日の同級生の女子たちから選ばれた人しか行けないと言われる）。
常磐が”絶対に誰も部屋には入れない”としていたのに対し、彼が何度頼んでも入れてくれなかった部屋に春日をあっさり入れたことで不満を持っていた。常磐と付き合って1年経つが、何かを隠しているようで彼女との間にカベを感じていた。
クリスマスイブのバイト中に目の前で常磐が春日から告白され、彼女に別れを切り出される。フラれた後、店長から肩に手を置かれ慰められる。
友部（ともべ）
特別番外編の主人公。2年1組在籍の男子生徒。片思いの相手・香苗（かなえ）に「普通」と言われたことにより、ある行動を起こす。
下山（しもやま）
声 - 飛田展男
2年1組の担任を務める男性の数学教師。眼鏡をかけている。学業に全く無関心な上に暴言を吐く仲村には手を焼いており、気圧され気味の様子。佐伯の体操着が盗まれた日の放課後に学校の周りを不審な男がうろついていたことを生徒たちに話す。

## 書誌情報
- 押見修造 『惡の華』 講談社〈講談社コミックス〉、全11巻
  1. 2010年3月17日初版発行、ISBN 978-4-06-384277-7
  2. 2010年9月17日初版発行、ISBN 978-4-06-384370-5
  3. 2011年2月9日初版発行、ISBN 978-4-06-384436-8
  4. 2011年8月9日初版発行、ISBN 978-4-06-384528-0
  5. 2012年1月6日初版発行、ISBN 978-4-06-384611-9
  6. 2012年6月8日初版発行、ISBN 978-4-06-384681-2
  7. 2012年12月7日初版発行、ISBN 978-4-06-384761-1
  8. 2013年6月7日初版発行、ISBN 978-4-06-384872-4
  9. 2013年8月9日初版発行、ISBN 978-4-06-394923-0
  10. 2014年1月9日初版発行、ISBN 978-4-06-394993-3
  11. 2014年6月9日初版発行、ISBN 978-4-06-395116-5

## テレビアニメ
2013年4月より6月まで放送された。全13話。原作冒頭から春日が仲村に契約しようと誘う場面まで描かれる。最終回終盤では時系列としては先の展開にあたる、春日と仲村が夏祭りの櫓で包丁を手に「クソムシどもッ」と叫ぶ場面までがダイジェストで挿入される。そのままのアニメ化では原作の本質と違うと思った監督の発想で、日本のテレビアニメでは史上初の全編ロトスコープを用いた作品となっており、絵は原作とは全く違う実写タッチのものになっている。音声収録は広域録音に適したガンマイクを使用しており、演技においても実写を意識している。実写撮影は原作の舞台である群馬県桐生市。
当初は監督の長濱の意向で「原作の絵に寄せる形で」と製作する予定だったが、実写の撮影をしている途中監督は「もうキャラでも役者でもない人になっていく、言ってしまえばモーションキャプチャーに近い形になっていく、自分達のやりたいのはモーションキャプチャーかな？そうじゃない」と思うようになり迷った末そのまま（実写の俳優に近づける形で）いく事になった。また監督は原作者の押見に「原作の絵に近付けたりした方がいいですか？ロトスコープの役者さんの顔を？」と聞いた所「いえ！、あの・・全く違う物の方がいいです。役者さんの顔に寄せて下さい、役者さんの顔でやって下さい」となり現在に至る。
2013年4月30日にはロトスコープの元になったモノクロ色の実写映像パートの第3話がニコニコ生放送で配信され、Blu-rayおよびDVD版の特典として実写映像版が付属。

### キャスト
上記、登場人物以外の声。
- 三宅麻友 - 原紗友里[5]
- 春日の母 - 小林愛
- 春日の父 - 中博史
- 佐伯の母 - 土井美加
- 佐伯の父 - 中原茂
- 仲村の父 - 中野裕斗
- 仲村の祖母 - 要田禎子
- 2年1組 - 森嶋秀太、山本希望、小岩井ことり、髙山ゆうこ、佐藤奏美、矢部雅史、東郷すばる、岩澤俊樹、柳田淳一、木村亮俊、吉本純（やさしい雨）、大西弘祐、すみのひろし、高杉義充、竹内栄治、諏訪彩花、吉田麻実、伊藤春香、内田唯人、小山真実、有馬健、藤崎眞白、成澤卓、藤原由林、深町寿成、星野亘、野川雅史、天野由紀、長谷川和也
- 前田剛
- 竹村叔子
- 柳田淳一
- 岩崎愛
- 箭原亮介
- 篠原大作
- こまり（ホロッコ）
- ほり太（ホロッコ）
- マキタスポーツ
- 吉田尚記（ニッポン放送）

#### 実写キャスト
- 春日高男 - 植田慎一郎[5]
- 仲村佐和 - 佐々木南[5]
- 佐伯奈々子 - 三品優里子[5]
- 山田正和 - 松崎克俊[5]
- 小島建 - 谷亮介
- 蛭田亮介 - 北村亮介
- 木下亜衣 - 中村つぐみ
- 三宅麻友 - 大久保直子
- 下山 - 渡邊晴樹
- 春日の母 - 冴月里実
- 春日の父 - 和気智之
- 佐伯の母 - 末冨真由
- 佐伯の父 - 羽野暢
- 仲村の父 - 中野裕斗
- 2年1組 - 橋本敬貴（まてぃーに）、小林穂奈美、落合千葉咲、森石ミドリ、ガン太（マッハスピード豪速球）、大宮聖実、廣瀬瞬、飯塚恵子、窪田めぐみ、吉本純（やさしい雨）、大工原万里子、牧凌平、神野汰久巳、小屋迫優士、林健太郎、井村敏、小沼和、大嶋麻沙美、平田美穂子、遠松優香、関口ジョニーズ、あしとみしんご
- エキストラ - 藤森喜江、熊野利哉、奈良彰一、居島一平（米粒写経）、サンキュータツオ（米粒写経）、小林康博、小林雅生、小林コリン、こまり（ホロッコ）、ほり太（ホロッコ）、藤田優、藤田初夫、藤田征由、鈴木冴美、伏木礼子、市村かつみ、五十畑薫、星野良美、石原晴美、小泉進、室井史行、大友翼、浅利夏美、中田福大、秋山健太郎（スタジオ PABLO）、大山佳久、日崎有紀、市川勝己、今野一雄、佐藤政則、新井昇、清水早紀、中田福大、宮一守、宮澤剛（わたらせFC）、加藤哲宏、平川哲生、矢部雅史、マキタスポーツ、吉田尚記（ニッポン放送）、長谷川博紀（わたらせFC）、阿部美和子、鈴木一司（週刊少年マガジン編集部）、内田朋宏（週刊少年マガジン編集部）、南村美紗子
- 猫町堂店主 - 押見修造（第5話）

### スタッフ
- 原作 - 押見修造（講談社「別冊少年マガジン」連載）[5]
- 企画 - 森山敦、鈴木伸育
- 製作 - 松下卓也
- 監督 - 長濱博史[5]
- シリーズ構成 - 伊丹あき[5]
- キャラクターデザイン - 島村秀一[5]
- 助監督 - 平川哲生[5]
- 美術監督 - 秋山健太郎[5]
- 動画監督 - 佐藤可奈子[5]
- 色彩監督 - 梅崎ひろこ[5]
- 撮影監督 - 大山佳久[5]
- 編集 - 平木大輔[5]
- 音響監督 - たなかかずや[5]
- 音楽 - 深澤秀行[5]
- 音楽制作 - スターチャイルドレコード[5]
- テーマソングプロデューサー - 宮本純乃介
- プロデューサー - 中西豪、立石謙介、川崎とも子
- 企画協力・制作 - GANSIS
- アニメーション制作 - ZEXCS[5]
- 製作 - 「惡の華」製作委員会

#### 実写制作
- 実写制作 - ディコード[5]
- 実写プロデューサー - 和気智之
- 実写撮影監督 - 加藤哲宏
- 実写助監督 - 羽野暢、基はるか

### 主題歌
オープニングテーマ
「惡の華 -春日高男-」（第1話 - 第3話）
作詞 - の子、しのさきあさこ / 作曲 - しのさきあさこ / 編曲 - 長谷川智樹 / 演奏 - 宇宙人 / ゲストボーカル - の子
「惡の華 -仲村佐和-」（第4話 - 第6話）
作詞 - 後藤まりこ、しのさきあさこ / 作曲 - しのさきあさこ / 編曲 - 長谷川智樹 / 演奏 - 宇宙人 / ゲストボーカル - 後藤まりこ
「惡の華 -佐伯奈々子-」（第7話 - 第9話）
作詞 - 南波志帆、しのさきあさこ / 作曲 - しのさきあさこ / 編曲 - 長谷川智樹 / 演奏 - 宇宙人 / ゲストボーカル - 南波志帆
「惡の華 -群馬県桐生市-」（第11話 - 第13話）
作詞・作曲 - しのさきあさこ / 編曲 - 長谷川智樹 / アーティスト - 宇宙人

エンディングテーマ
「花 -a last flower-」（第1話 - 第4話、第6話、第9話、第11話 - 第12話）
作詞・作曲 - ASA-CHANG / 編曲・アーティスト - ASA-CHANG&巡礼
「花 -a last flower- ver.Z」（第5話、第10話）
作詞・作曲 - ASA-CHANG / 編曲・アーティスト - ASA-CHANG&巡礼
「花」（第7話）
作詞・作曲 - ASA-CHANG / 編曲・アーティスト - ASA-CHANG&巡礼
「花 -a last flower- ver.X」（第8話）
作詞・作曲 - ASA-CHANG / 編曲・アーティスト - ASA-CHANG&巡礼

### 各話リスト
| 話数     | 作画統括          | 作画監督 | 総作画監督          | 放送日        |
| -------- | ----------------- | --- | ------------------- | ------------- |
| 第一回   | 平川哲生          | 新田靖成 | -                   | 2013年 4月5日 |
| 第二回   | 川崎逸朗          | 谷津美弥子、佐藤浩一、島沢ノリコ 藤木奈々、室田恵梨 | 新田靖成            | 4月12日       |
| 第三回   | 岡村正弘          | 藤原未来夫、そ〜とめこういちろう、北川大輔 佐藤浩一、鳥沢ノリコ、いがりたかし 広尾佳奈子、室田恵梨、藤木奈々                                           | 谷津美弥子          | 4月19日       |
| 第四回   | 青井小夜          | 藤原未来夫、青井小夜、北川大輔、室田恵梨 藤木奈々、鳥沢ノリコ、山本篤史、野道佳代 さのえり、佐藤浩一、加藤真一、高橋敦子                               | 新田靖成            | 4月26日       |
| 第五回   | 川崎逸朗          | 鳥沢ノリコ、佐藤浩一、そ〜とめこういちろう 宮本佐和子、北川大輔、山本篤史 藤木奈々、室田恵梨、藤原未来夫                                               | 谷津美弥子          | 5月3日        |
| 第六回   | 高林久弥          | 島沢ノリコ、佐藤浩一、そ〜とめこういちろう 宮本佐和子、北川大輔、山本篤史 藤木奈々、室田恵梨、藤原未来夫 加藤真人、広尾佳奈子、高橋敦子 野道佳代       | 新田靖成            | 5月10日       |
| 第七回   | 川崎逸朗 平川哲生 | 藤原未来夫、宮本佐和子、加藤真人 島沢ノリコ、広尾佳奈子、藤木奈々 室田恵梨、野道佳代、いがりたかし 佐藤浩一、そ〜とめこういちろう、北川大輔 長屋誠志郎 | 谷津美弥子          | 5月17日       |
| 第八回   | 森義博            | 前田達之、小澤円 | 新田靖成            | 5月24日       |
| 第九回   | 松下周平          | 枡田邦彰、立田眞一、重本和佳子 | 谷津美弥子          | 5月31日       |
| 第十回   | 青井小夜          | 北川大輔、藤木奈々、宮本佐和子 野道佳代、山本篤史、室田恵梨 広尾佳奈子、そ〜とめこういちろう、さのえり                                                 | 新田靖成 島沢ノリコ | 6月7日        |
| 第十一回 | 川崎逸朗          | 藤原未来夫、佐藤浩一、島沢ノリコ 加藤真人、そ〜とめこういちろう、坂本俊太                                                                              | 谷津美弥子          | 6月14日       |
| 第十二回 | 山本天志          | 立田眞一、重本和佳子、北條直明 | 新田靖成            | 6月21日       |
| 第十三回 | 不明              | 不明 | 不明                | 7月5日        |

### 放送局
| 放送地域 | 放送局             | 放送期間               | 放送日時           | 放送系列            | 備考             |
| -------- | ------------------ | ---------------------- | ------------------ | ------------------- | ---------------- |
| 日本全域 | アニマックス       | 2013年4月5日 - 7月5日  | 金曜 22:00 - 22:30 | アニメ専門BS/CS放送 | リピート放送あり |
| 日本全域 | アニマックス       | 2013年4月6日 - 7月6日  | 土曜 22:30 - 23:00 | アニメ専門BS/CS放送 | [ 注 3 ]         |
| 東京都   | TOKYO MX           | 2013年4月6日 - 6月29日 | 土曜 25:30 - 26:00 | 独立局              |                  |
| 埼玉県   | テレ玉             | 2013年4月7日 - 6月30日 | 日曜 25:00 - 25:30 | 独立局              |                  |
| 千葉県   | チバテレビ         | 2013年4月7日 - 6月30日 | 日曜 25:00 - 25:30 | 独立局              |                  |
| 神奈川県 | tvk                | 2013年4月7日 - 6月30日 | 日曜 25:00 - 25:30 | 独立局              |                  |
| 群馬県   | 群馬テレビ         | 2013年4月8日 - 7月1日  | 月曜 24:30 - 25:00 | 独立局              |                  |
| 兵庫県   | サンテレビ         | 2013年4月8日 - 7月1日  | 月曜 24:30 - 25:00 | 独立局              |                  |
| 京都府   | KBS京都            | 2013年4月8日 - 7月1日  | 月曜 25:00 - 25:30 | 独立局              |                  |
| 日本全域 | ビデオマーケット   | 2013年4月8日 - 7月1日  | 月曜 25:30 更新    | ネット配信          |                  |
| 日本全域 | バンダイチャンネル | 2013年4月9日 - 7月2日  | 火曜 12:00 更新    | ネット配信          |                  |
| 日本全域 | ニコニコ生放送     | 2013年4月9日 - 7月2日  | 火曜 24:30 - 25:00 | ネット配信          |                  |
| 日本全域 | ニコニコチャンネル | 2013年4月9日 - 7月2日  | 火曜 25:00 更新    | ネット配信          |                  |
| 日本全域 | ShowTime           | 2013年4月10日 - 7月3日 | 水曜 12:00 更新    | ネット配信          |                  |
| 日本全域 | みんなでストリーム | 2013年4月10日 - 7月3日 | 水曜 22:00 - 22:30 | ネット配信          |                  |

### Blu-ray / DVD
| 巻 | 発売日         | 収録話          | 規格品番   | 規格品番  |
| 巻 | 発売日         | 収録話          | BD         | DVD       |
| -- | -------------- | --------------- | ---------- | --------- |
| 1  | 2013年8月21日  | 第1話 - 第2話   | KIZX-116/7 | KIBA-2021 |
| 2  | 2013年8月21日  | 第3話 - 第4話   | KIZX-118/9 | KIBA-2022 |
| 3  | 2013年10月2日  | 第5話 - 第6話   | KIZX-120/1 | KIBA-2023 |
| 4  | 2013年10月23日 | 第7話 - 第8話   | KIZX-122/3 | KIBA-2024 |
| 5  | 2013年11月27日 | 第9話 - 第10話  | KIZX-124/5 | KIBA-2025 |
| 6  | 2013年12月25日 | 第11話 - 第13話 | KIZX-126/7 | KIBA-2026 |

## Webラジオ
『惡の華 クソムシラジオ』
2013年5月13日から7月29日まで音泉で隔週月曜日更新されていた。パーソナリティは、植田慎一郎（春日高男 役）、伊瀬茉莉也（仲村佐和 役）。

## ドラマCD
『惡の華ドラマCD 悪の蕾』
2013年5月22日発売。品番 KICA-3212。漫画やアニメで語られない登場人物たちの過去のエピソード。また仲村の罵声集やキャストの「中二病座談会」も収録。

## 舞台
劇団た組。第10回目公演 舞台版「惡の華」
2016年7月27日 - 31日に浅草六区ゆめまち劇場で上演。
脚本・演出 - 加藤拓也。
音楽 - あいき堂

## 実写映画
2019年9月27日公開。監督は井口昇、主演は伊藤健太郎。

### キャスト（実写映画）
- 春日高男：伊藤健太郎
- 仲村佐和：玉城ティナ
- 佐伯奈々子：秋田汐梨
- 常磐文：飯豊まりえ
- クラスメイト：北川美穂、佐久本宝、田中偉登
- 佐伯の母：松本若菜
- 仲村の母：黒沢あすか
- 仲村の父：高橋和也
- 仲村の祖母：佐々木すみ江
- 春日の母：坂井真紀
- 春日の父：鶴見辰吾

### スタッフ（実写映画）
- 原作：押見修造「惡の華」（講談社『別冊少年マガジン』所載）
- 監督：井口昇
- 脚本：岡田麿里
- 音楽：福田裕彦
- 主題歌：リーガルリリー「ハナヒカリ」
- 製作：松井智、板東浩二、小西啓介、小畑良治、新井重人
- プロデューサー：永田芳弘、涌田秀幸
- 共同プロデューサー：関口周平
- アソシエイトプロデューサー：山野邊雅祥、冨松俊雄
- 撮影：早坂伸（J.S.C.）
- 照明：田島慎
- 録音：柳屋文彦
- 美術：鈴木隆之（A.P.D.J）
- 装飾：相田敏春
- 衣装：藤山晃子
- ヘアメイク：リョータ
- 小道具：岡安明佳里
- VFX：鹿角剛、大畑智也
- 音響効果：井上奈津子
- 編集：山本彩加
- 助監督：南柱根
- 制作担当：伊東祐之
- 配給・宣伝：ファントム・フィルム
- 企画・制作プロダクション：角川大映スタジオ
- 企画・製作幹事：ハピネット
- 共同幹事：ひかりTV
- 製作：映画『惡の華』製作委員会（ハピネット、ひかりTV、ファントム・フィルム、角川大映スタジオ、日活）